# Ballachulish
Ballachulish är en ort i Storbritannien.   Den ligger i kommunen Highland och riksdelen Skottland, i den nordvästra delen av landet, 600 km nordväst om huvudstaden London. Ballachulish ligger 7 meter över havet och antalet invånare är 633.
Terrängen runt Ballachulish är huvudsakligen kuperad, men österut är den bergig. Ballachulish ligger nere i en dal. Runt Ballachulish är det mycket glesbefolkat, med 4 invånare per kvadratkilometer. Närmaste större samhälle är Fort William, 15,7 km norr om Ballachulish. I omgivningarna runt Ballachulish växer i huvudsak blandskog.